# Dream "A" Live
Dream "A" Live è l'ottavo album studio del gruppo musicale giapponese degli Arashi. L'album è stato pubblicato il 23 aprile 2008 dalla J-Storm ed ha raggiunto la prima posizione della classifica Oricon degli album più venduti in Giappone.

## Tracce
1. Theme of Dream "A" Live - :43
2. Move Your Body - 3:17
3. Happiness - 4:17
4. Niji no Kanata e - 4:57
5. Do My Best - 4:19
6. Sirius - 4:37
7. Flashback - 4:38
8. Dive into the Future - 4:10
9. Koe - 4:52
10. My Answer - 3:59
11. Life Goes On - 4:40
12. Step and Go - 4:49
13. Your Song - 5:02
14. Once Again - 4:20